# Donauwörth
Donauwörth (en español áurico, Donaverte) es una ciudad en la región administrativa de Suabia del Estado libre de Baviera, en Alemania.
Junto a Nördlingen, Donauwörth es una de las dos capitales del distrito Danubio-Ries. Está situada en el río Danubio. Es llamada «Perla del Danubio bávaro» y forma parte del circuito turístico denominado «El Camino Romántico» o «La Senda Romántica» (Romantische Straße).

## Historia de la ciudad

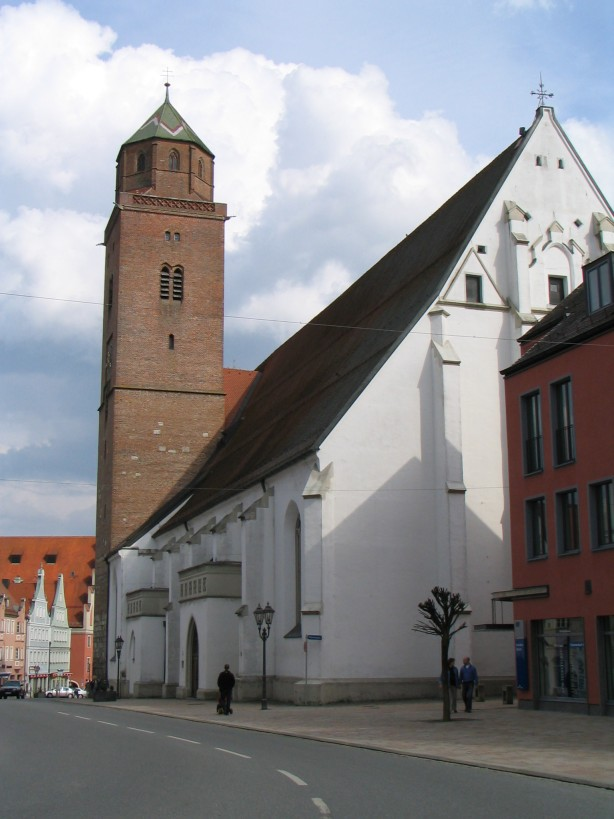
Catedral de Nuestra Señora.

Ciudad libre imperial desde 1301. Mayoritariamente protestante, su conquista por tropas bávaras en diciembre de 1607 fue una de las causas de la formación de la Unión Protestante. Ocupada por los suecos el 7 de abril de 1632 en la guerra de los Treinta Años, fue recuperada por las tropas imperiales el 16 de agosto de 1634. Permaneciendo en poder bávaro salvo entre 1704-1714 cuando fue tomada por los austriacos tras la batalla de Schellenberg, durante la guerra de sucesión española.

## Sitios de interés

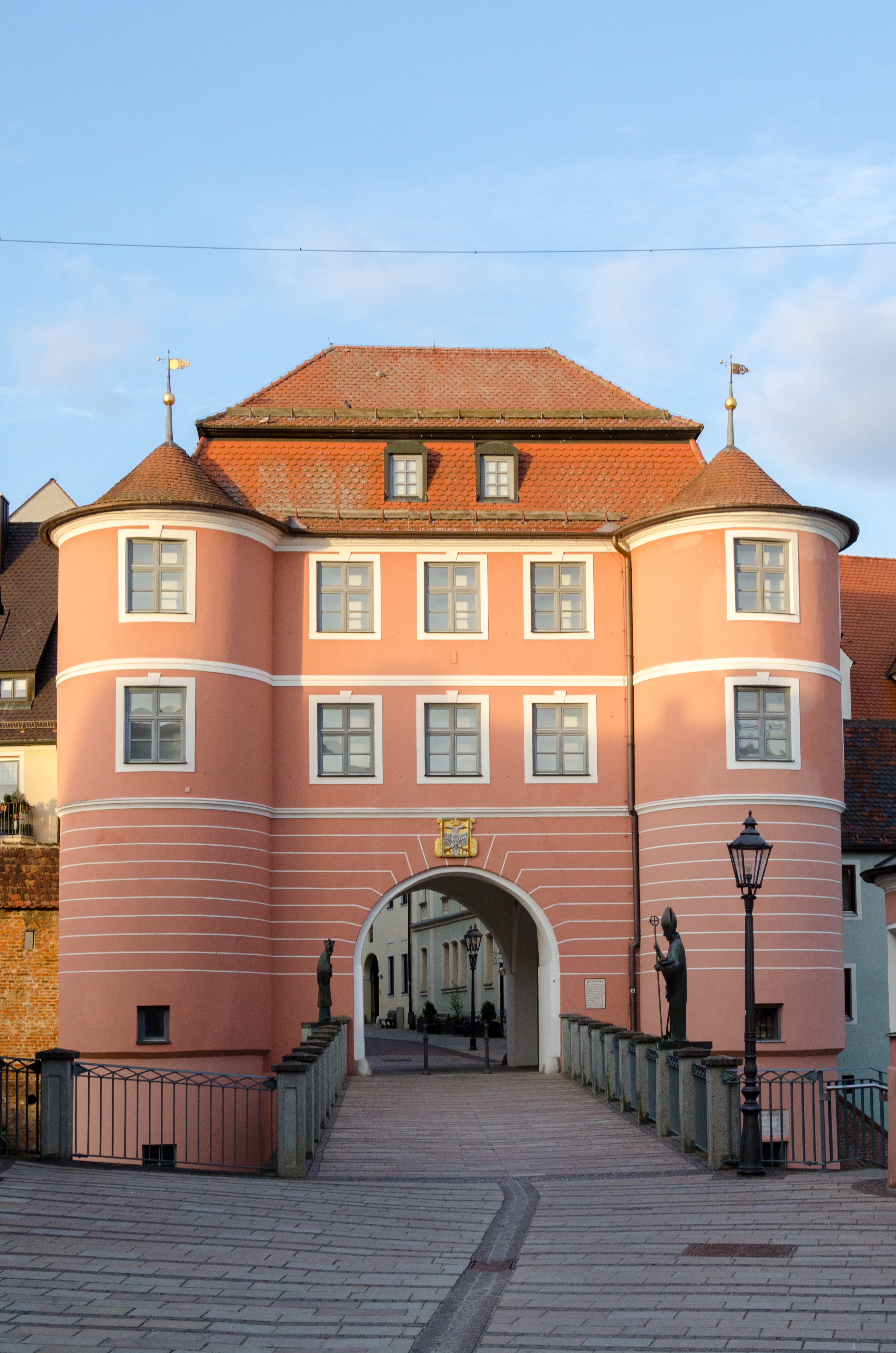
Rieder Tor

En la parte superior de la ciudad se encuentra el Monasterio de Santa Cruz del siglo XI y en la parte inferior la Catedral de Nuestra Señora, un templo gótico del siglo XV.
La ciudad cuenta con algunos museos: 
- Museo Arqueológico
- Museo de Muñecas, que cuenta con el trabajo de la célebre Käthe Kruse, actriz y fabricante de muñecas
- Museo de Historia Local
- Rieder Tor es la única torre de entrada que queda de las cuatro que tenía la ciudad en su antigua muralla
- Monasterio de la Santa Cruz, un antiguo convento benedictino que se remonta al siglo XI
- El Fuggerhaus, un palacio construido el año 1539[3]

## Economía
En Donauwörth tiene su sede la compañía Airbus Helicopters  Deutschland GmbH, el principal grupo productor de helicópteros del mundo, que se desempeña en el área de aeronáutica, espacio, defensa y otros servicios asociados.